# أحمد علي جمعة
أحمد علي جمعة عبد الحسين محمد (مواليد 8 أكتوبر 1992)
لاعب كرة قدم بحريني يلعب حاليا لصالح نادي الدرجة الأولى الأهلي البحريني في خط الدفاع.